# Winton (Karolina Północna)
Winton – miasto w Stanach Zjednoczonych, w stanie Karolina Północna, siedziba administracyjna hrabstwa Hertford.